# أبارنا ناير
أبارنا ناير (بالإنجليزية: Aparna Nair)‏ هي ممثلة هندية، ولدت في 30 نوفمبر 1989 في كيرلا في الهند.

## وصلات خارجية
- أبارنا ناير على موقع IMDb (الإنجليزية)
- أبارنا ناير على موقع قاعدة بيانات الفيلم (الإنجليزية)